# Yayuk Basukiová
Yayuk Basukiová (* 30. listopadu 1970 Yogyakarta) je indonéská politička a bývalá tenistka, která se na profesionálních okruzích pohybovala v letech 1990–2013. Ve své kariéře na okruhu WTA Tour vyhrála šest singlových a devět deblových turnajů. V rámci okruhu ITF získala pět titulů ve dvouhře a dvacet pět ve čtyřhře.
Na žebříčku WTA byla ve dvouhře nejvýše klasifikována v říjnu 1997 na 19. místě a ve čtyřhře v červenci 1998 na 9. místě, jakožto nejvýše postavený indonéský tenista v historii.
Ve dvouhře Grand Slamu se nejdále probojovala do čtvrtfinále Wimbledonu 1997, kde ji vyřadila Jana Novotná, a ve čtyřhře do semifinále US Open 1993 spolu s Japonkou Nanou Mijagiovou. Čtyři zlaté medaile získala na Asijských hrách. V roce 2000 ukončila singlovou kariéru a dále se věnovala deblu.
V indonéském fedcupovém týmu debutovala v roce 1985 nagojským 1. kolem hlavního turnaje proti Číně, v němž prohrála s Čung Ni. Indonésanky odešly poraženy 1:2 na zápasy. V soutěži nastoupila do šestnácti ročníků, poslední dva odehrála v letech 2001 a 2011. Její celková bilance v šedesáti mezistátních utkáních činila 29–21 ve dvouhře a 33–7 ve čtyřhře.
Indonésii reprezentovala na Letních olympijských hrách 1988 v Soulu, kdy se tenis vrátil do rodiny olympijskýcb sportů. Na úvod ženské dvouhry podlehla Francouzce Catherine Suireové. Zúčastnila se také tří dalších olympiád. Ve druhém kole barcelonského turnaje 1992 porazila Mary Pierceovou až poměrem gamů 10–8 v rozhodující sadě, než ji vyřadila pozdější olympijská šampionka Jennifer Capriatiová. Na atlantských LOH 1996 prohrála v první fázi se Slovenkou Karinou Habšudovou.
V letech 1996 a 1998 získala Cenu Karen Krantzckeové za sportovní chování.

## Soukromý život a politická kariéra
Tenis začala hrát v sedmi letech. V lednu 1994 se vdala za svého trenéra a bývalého indonéského tenistu Haryho Suharyadiho. Do manželství se v září 1999 narodil syn Yary Nara Sebrio Suharyadi. Po skončení profesionální kariéry působila jako trenérka a televizní komentátorka.
V letech 2014–2019 zasedala v indonéské dolní komoře, Lidové reprezentativní radě, jako poslankyně zvolená za Stranu národního mandátu.

## Finále na okruhu WTA Tour
| Legenda                    |
| -------------------------- |
| D – dvouhra; Č – čtyřhra   |
| Grand Slam (0)             |
| Turnaj mistryň (0)         |
| Tier I (1–2 Č)             |
| Tier II (2–2 Č)            |
| Tier III (0–2 D; 1–2 Č)    |
| Tier IV & V (6–0 D; 5–2 Č) |

### Dvouhra: 8 (6–2)
| Stav       | č. | datum       | turnaj                     | povrch    | soupeřka ve finále  | výsledek      |
| ---------- | -- | ----------- | -------------------------- | --------- | ------------------- | ------------- |
| Vítězka    | 1. | duben 1991  | Pattaya, Thajsko           | tvrdý     | Naoko Sawamacuová   | 6–2, 6–2      |
| Vítězka    | 2. | duben 1992  | Kuala Lumpur, Malajsie     | tvrdý     | Andrea Strnadová    | 6–3, 6–0      |
| Vítězka    | 3. | duben 1993  | Pattaya, Thajsko           | tvrdý     | Marianne Werdelová  | 6–3, 6–1      |
| Vítězka    | 4. | květen 1993 | Jakarta, Indonésie         | tvrdý     | Ann Grossmanová     | 6–4, 6–4      |
| Vítězka    | 5. | únor 1994   | Peking, Čína               | tvrdý (h) | Kjóko Nagacukaová   | 6–4, 6–2      |
| Vítězka    | 6. | květen 1994 | Jakarta, Indonésie         | tvrdý     | Florencia Labatová  | 6–4, 3–6, 7–6 |
| Finalistka | 1. | duben 1996  | Jakarta, Indonésie         | tvrdý     | Linda Wildová       | bez boje      |
| Finalistka | 2. | červen 1997 | Birmingham, Velká Británie | tráva     | Nathalie Tauziatová | 6–2, 2–6, 2–6 |

### Čtyřhra: 17 (9–8)
| Stav       | č. | datum         | turnaj                         | povrch      | spoluhráčka          | soupeřky ve finále                                   | výsledek          |
| ---------- | -- | ------------- | ------------------------------ | ----------- | -------------------- | ---------------------------------------------------- | ----------------- |
| Finalistka | 1. | listopad 1991 | Brentwood, Spojené státy       | tvrdý (h)   | Caroline Visová      | Sandy Collinsová Elna Reinachová                     | 7–5, 4–6, 6–7     |
| Finalistka | 2. | září 1992     | Tokio, Japonsko                | tvrdý       | Nana Mijagiová       | Mary Joe Fernandezová Robin Whiteová                 | 4–6, 4–6          |
| Vítězka    | 1. | říjen 1993    | Sapporo, Japonsko              | koberec (h) | Nana Mijagiová       | Jone Kamiová Naoko Kidžimutaová                      | 6–4, 6–2          |
| Vítězka    | 2. | říjen 1993    | Tchaj-pej, Tchaj-wan           | tvrdý       | Nana Mijagiová       | Jo-Anne Faullová Kristine Kunceová                   | 6–4, 6–2          |
| Finalistka | 3. | duben 1994    | Tokio, Japonsko                | tvrdý       | Nana Mijagiová       | Mami Donoširová Ai Sugijamová                        | 4–6, 1–6          |
| Finalistka | 4. | duben 1994    | Pattaya, Thajsko               | tvrdý       | Nana Mijagiová       | Patty Fendicková Meredith McGrathová                 | 6–7, 6–3, 3–6     |
| Vítězka    | 3. | listopad 1994 | Surabaja, Indonésie            | tvrdý       | Romana Tedjakusumová | Kjóko Nagacukaová Ai Sugijamová                      | bez boje          |
| Vítězka    | 4. | leden 1996    | Hobart, Austrálie              | tvrdý       | Kjóko Nagacukaová    | Kerry-Anne Guseová Park Sung-hee                     | 7–6, 6–3          |
| Vítězka    | 5. | květen 1996   | Štrasburk, Francie             | antuka      | Nicole Bradtkeová    | Marianne Werdel-Witmeyerová Tami Whitlinger-Jonesová | 5–7, 6–4, 6–4     |
| Vítězka    | 6. | srpen 1997    | Manhattan Beach, Spojené státy | tvrdý       | Caroline Visová      | Larisa Savčenko-Neilandová Helena Suková             | 7–6, 6–3          |
| Vítězka    | 7. | srpen 1997    | Toronto, Kanada                | tvrdý       | Caroline Visová      | Nicole Arendtová Manon Bollegrafová                  | 3–6, 7–5, 6–4     |
| Finalistka | 5. | září 1997     | Lipsko, Německo                | koberec (h) | Helena Suková        | Martina Hingisová Jana Novotná                       | 2–6, 2–6          |
| Finalistka | 6. | listopad 1997 | Moskva, Rusko                  | koberec (h) | Caroline Visová      | Arantxa Sánchez Vicariová Nataša Zverevová           | 3–5diskvalifikace |
| Finalistka | 7. | květen 1998   | Štrasburk, France              | antuka      | Caroline Visová      | Alexandra Fusaiová Nathalie Tauziatová               | 4–6, 3–6          |
| Finalistka | 8. | srpen 1998    | Montréal, Kanada               | tvrdý       | Caroline Visová      | Martina Hingisová Jana Novotná                       | 3–6, 4–6          |
| Vítězka    | 8. | listopad 2000 | Pattaya, Thajsko               | tvrdý       | Caroline Visová      | Tina Križanová Katarina Srebotniková                 | 6–3, 6–3          |
| Vítězka    | 9. | únor 2001     | Dubaj, Spojené arabské emiráty | tvrdý       | Caroline Visová      | Åsa Carlssonová Karina Habšudová                     | 6–0, 4–6, 6–2     |